# 利沃夫装甲厂
利沃夫装甲厂（羅馬化：Lʹvivsʹkyy bronetankovyy zavod, LBTZ，直译：利沃夫装甲厂，简称LBTZ）是乌克兰国防行业的国有企业，国有企业乌克兰国防工业的一部分，位于利沃夫。
该企业从事T-72、T-80的现代化改造，并根据乌克兰军队的需要进行BTR-60、BTR-80、BMP-1、T-64的翻修，制造BTR-3配电箱。目前监视-B轻型装甲运兵车和BTR-4E配电箱的制造工作正在进行。
利沃夫装甲厂的地理位置便利。企业已连接有铁轨，建有仓库，并有空闲的生产区域可供新产品的开发。

## 历史

### 建立
1944年5月9日，根据苏联国防委员会的决定和装甲总局第26号命令，第33198号机动装甲坦克修理厂正式成立，驻地位于基辅的达尔尼齐亚区。新成立的工厂的主要任务是翻修在第二次世界大战期间受损的装甲车，并尽快将其送回前线。
向西走，在前线后方翻修装甲车，移动装甲修理厂就在利沃夫市的郊区。
1944年8月翻修T-34、ASU-76，约1200辆翻修后的车辆被派往前线。
首任指挥官是经验丰富的军事工程师M.F.扎瓦利申（羅馬化：M.F. Zavalishin）上校。第一年就有一千多辆T-34、SU-76等装甲车被翻修并送往前线。

### 二战结束后
1950年代，工厂掌握了T-54、T-55坦克以及基于T-54、T-55底盘的工程车辆的翻修技术，即装甲牵引车BTS-4、BTS-4A、BTS-4B，并开始开展台架及非标设备的开发和生产。
1980年代，工厂掌握了T-72坦克及以其为基础的特种工程车辆的检修技术。
时间推进到对之前翻修过的T-55进行现代化改造的时候。这就是现代化的T-55M、T-55M-2出现的方式。其配备了加固的起落架、“Volna”（烏克蘭語：Волна）火控系统、增加功率的B-46-5M发动机和KDT-2坦克量子测距仪。
1980年代，工厂开始对T-72坦克及其基础特种装备进行开发。
生产了新型BMR-1扫雷战车，并掌握了基于T-55坦克的IMR-1工程车的检修技术。同时，该厂还生产民用设备：KGS-16履带式起重机、GTU-1-05履带式牵引车、城市客车LiAZ 5256、基于瞪羚底盘的城市小型客车、带改装设备的LRMZ-460、LRMZ-580履带式拖拉机。

### 乌克兰独立后
- 1990年代—清理中型坦克T-54、T-55、T-62。
- 1995年后—开始生产出口。生产装甲车零部件。现代化T-72B坦克的开发和翻修，以及基于T-72的新型乌克兰牵引车BTS-5B（烏克蘭語：БРЕМ-1）的生产，以及牵引车系统的生产。
- 2000年代，掌握了现代化T-72B坦克的翻修和基于T-72的新型乌克兰牵引车BTS-5B的生产，以及牵引车系统的生产。与此同时，开展了以T-72坦克为基础的IMR-2工程设备的翻修工作。

截至2012年底，工厂共有员工900余人。坦克修理订单主要来自亚洲和非洲国家。

### 2014年后

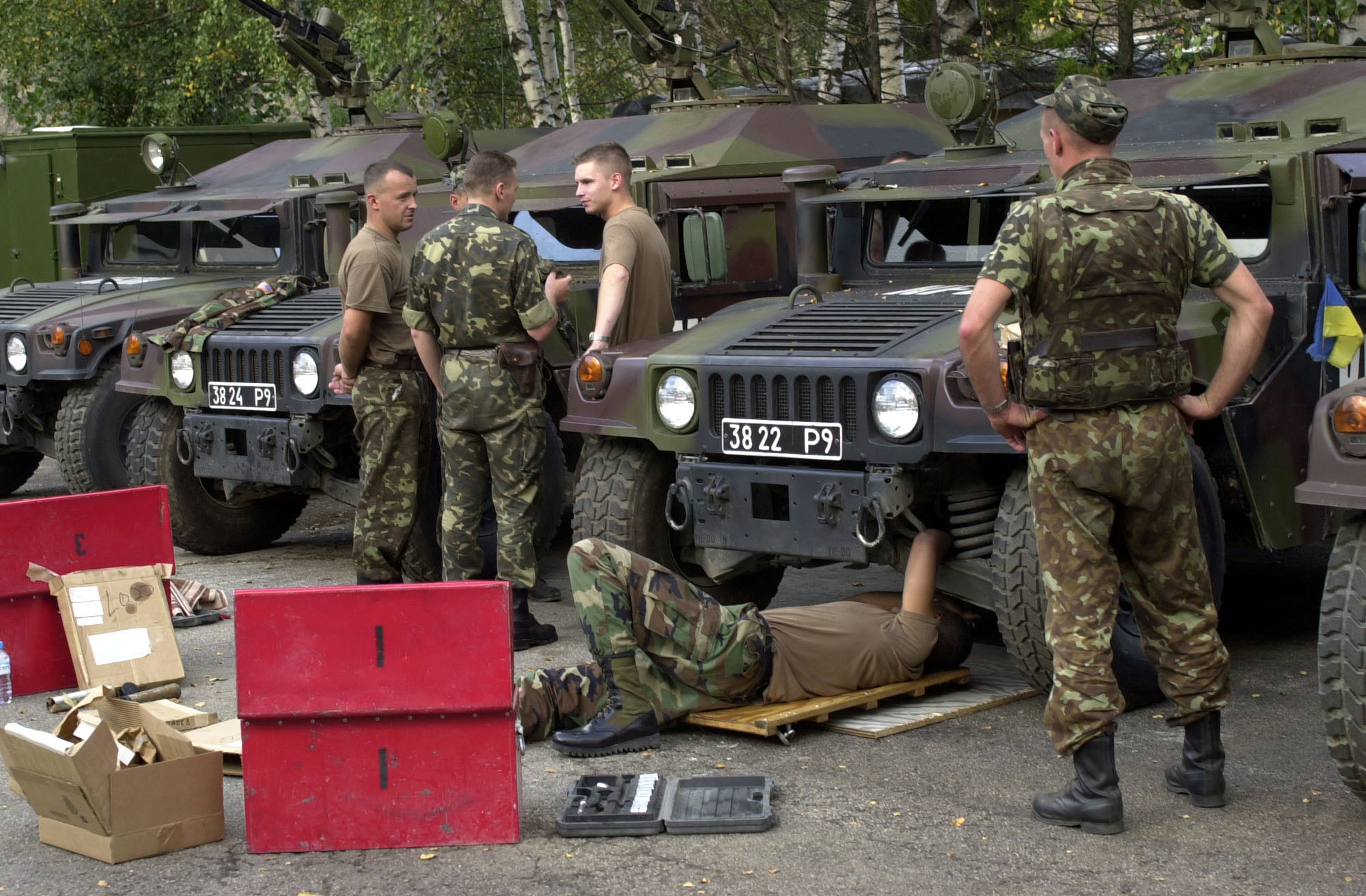
科索沃和梅托希亚自治省驻科索沃部队乌克兰特遣队的M1097A2。利沃夫机装甲厂现代化改造的一个选择。

自2014年以来，利沃夫BTZ的专家一直在以翻修和恢复长期储存的军用装备的形式为乌克兰武装部队提供援助。例如，仅驻扎在第聂伯罗彼得罗夫斯克地区的部队就有100多辆装甲车恢复服役。
除军用装备（T-55AMV、T-72B1）外，工厂还掌握并使用了各种类型的经济产品和改装设备：LiAZ 5256、GAZelle、GTU-1-0.5拖拉机、LRMZ-460推土机和LRMZ-580、KTS-16、BMR-1、IMR-1、IMR-2等。服务包括：汽车曲轴磨削、铸造工作、锻造、起重设备（吊索、枕木）的制造和维修、化学涂层（镀铬、氧化、镀铜、镀锌）和零件热处理（硬化、渗碳）。
自2015年起开发T-64坦克和基于它们的装备。
自2015年起生产监视-B装甲车。
2014年9月，工厂根据乌克兰国防部的命令，开发并制造了“监视”轻型装甲运兵车，该车旨在将登陆部队运送到部署地点。然而，它无法被送往ATO区，正如利沃夫装甲厂厂长亚历山大·奥斯塔佩茨（羅馬化：Oleksandr Ostapetsʹ）报告的那样：“由于官僚主义障碍，我们无法获得从德国进口的装甲运兵车的发动机和变速箱。”
2015年4月初，工厂厂长亚历山大·奥斯塔佩茨宣布该团队肩负着一项国家国防任务：在7月之前生产40辆新型监视-B装甲车。
截至2015年8月，该厂已向战区运送了100多辆翻修好的坦克，其中5辆T-72坦克和5辆侦察车已准备交货。
2017年，政府为LBTZ的项目拨款了9.2亿格里夫纳。年内，该工厂将交付72辆现代化的T-72坦克和20辆新型监视-B装甲车。
2018年秋季，工厂表示已准备好量产BREM莱夫。
2019年第一季度，该厂向陆军移交了34辆翻修后的坦克，即一个完整的坦克营。此外，该厂在战前专门生产T-72坦克，还掌握了乌克兰武装部队主力战车T-64坦克的检修技术。工厂还开发了一种新型的BREM野牛（羅馬化：BREM "Zubr"），计划进行测试。2018年，BREM野牛在T-55坦克的基础上开发。
2021年10月27日，根据国有企业乌克兰国防工业集团的通知，国营企业利沃夫装甲厂履行了乌克兰国防部的国防命令，为乌克兰国防部翻修了十多辆中型装甲牵引车，同时改进了其性能。
2022年3月26日，俄罗斯入侵乌克兰的战争开始后不久，利沃夫装甲厂就因俄军对利沃夫市野蛮的导弹袭击而严重受损。

## 丑闻

### 2013年丑闻
根据2013年的审计结果，乌克兰国家金融检查局在国家财务审计中发现资金使用违规行为超过2.11亿乌克兰格里夫纳。
2014年9月初，有消息称，工厂的官员在2012年转移了有关T-72坦克和BTR-80K的技术和其他细节的机密信息，当局已提前扣押原先提供的100万格里夫纳。
2015年10月1日，因涉嫌挪用200万格里夫纳国家资金，执法人员拘留了利沃夫装甲厂前厂长。利沃夫市舍甫琴科区地方法院为拘留的亚历山大·奥斯塔佩茨设定3000万格里夫纳的保释金。
2015年6月13日，国家企业乌克兰国防工业集团解雇了国营企业利沃夫装甲厂的厂长亚历山大·尼古拉耶维奇·奥斯塔佩茨（羅馬化：Oleksandr Mykolayovych Ostapetsʹ），原因是该公司未完成生产计划。
2017年夏天，根据预审法官的决定，罗曼·蒂姆基夫（羅馬化：Roman Timkiv）被暂停利沃夫装甲厂厂长职务，根据立法，在暂停期满之前不可能解雇他。
2018年8月28日，根据乌克兰国防工业总经理帕夫洛·布金（羅馬化：Pavl Bukin）的命令，罗曼·蒂姆基夫被解除利沃夫装甲厂厂长职务。他的决策效率低下，导致军用装备修复不及时，国家财产被盗的数额特别大。在这方面，根据法院判决，利沃夫装甲厂有义务为客户支付罚款。

### 2017年丑闻
2017年7月14日，乌克兰国家反腐败局侦探在SAP检察官的程序指导下，拘留了乌克兰武装部队和SE“利沃夫装甲厂”的多名官员，罪名是涉嫌犯有《乌克兰武装部队法》规定的犯罪行为。乌克兰刑法第5部分第191条（“侵占、贪污财产或滥用职权占有财产”）。共有5人被拘留：乌克兰武装部队中央装甲装备部部长（少将）、乌克兰中央技术部门负责人（上校）、利沃夫装甲厂厂长和副厂长以及参与该公司项目的投资人。
在预审调查过程中，确定乌克兰武装部队中央装甲装备部的官员与利沃夫装甲厂的投资人、公司负责人勾结，并与在有皮包公司参与下，制定并实施了采购装甲武器装备零部件的腐败计划，造成2015年预算资金浪费2850万格里夫纳。
该计划的实质不是为T-72坦克购买新发动机，而是购买已经在使用的发动机。此外，在2008年至2009年期间，这些二手的、有时是无法使用的发动机已经作为国防部的剩余财产在国内市场上出售给企业。此外，该型号发动机的生产自20世纪90年代以来就已经停止，对于这一点，计划的发起者也很清楚。
根据谢尔希·兹古列茨（羅馬化：Serhiy Zhurets'）的说法，事件经过如下：这是关于用国家资金采购T-72坦克的发动机，作为乌克兰国防部与国有企业利沃夫装甲厂于2015年12月28日签订的合同的一部分。根据该合同，将购买第一类B-46-6坦克发动机。然而，根据NABU的说法，购买的不是第一类发动机，而是第二类发动机，这“导致成本过高并对国家造成损害”。
B-46-6发动机的制造商是车里雅宾斯克拖拉机厂（俄罗斯联邦），这些发动机的生产已停止。在乌克兰，截至2009年，一千多辆T-72坦克及其两百多台B-46型发动机被转移到乌克兰武装部队剩余军事财产核算中心。
随着与俄罗斯的战争的开始，鉴于重型装甲车的损失和组建新部队的需要，决定将T-72重新回归作战队伍。根据这一决定，乌克兰武装部队剩余军事财产核算中心归还了近300辆T-72坦克。然而，无法取回哪怕一台B-46型的发动机。因为当时已经全部卖完了。
鉴于军队的需求，2014-2016年，乌克兰武装部队中央装甲装备部组织修复了600多台装甲车发动机，其中包括T-72和T-80B型坦克的发动机，这些车辆被送回乌克兰武装部队的战斗部队，并被派往乌克兰武装部队的地面部队和乌克兰空降突击军。
在缺乏T-72坦克发动机的情况下，为了确定特定发动机的潜在供应商，乌克兰中央装甲装备部对定量指标和能力符合需求的供应商的提案进行了分析。利沃夫装甲厂提供了所需的发动机数量和最低价格。国防部在满足所需发动机数量和工厂宣布的最低价格的条件下，签订了总金额为2800万格里夫纳的合同，用于购买40台B-46-6发动机（近60万格里夫纳/台）和几个变速箱。
2016年3月，乌克兰武装部队中央装甲装备部负责人梅尔尼克将军发起并签署了2016年3月25日第342/3/4/1362号命令，关于任命一个委员会在乌克兰西部地区两个军事专家单位、军事接待处和军事检察官办公室的参与下，去额外检查B-46-6坦克发动机的分类，并对利沃夫装甲厂向军队提供的发动机进行台架试验。
在检查和测试过程中发现，40台发动机中，有3台不是B-46-6型发动机，而是B-84型发动机，虽然通过了测试，但不符合合同上标示的规格。一台B-46-6发动机未通过测试。其余发动机在展台上进行了测试。此外，为了确认这些发动机属于第一类，委员会选择性地识别了其中一台发动机，并对其主要组成部件和工作介面进行了拆解。在对这些发动机进行测量时，确定其主要部件、工作介面均符合制造厂制造的标称值和RCD参数，最终证实了这些发动机的分类属于第二类。
根据该委员会在各机构多名官员参与下的工作结果，根据2015年12月28日合同的要求，制定了B-46-6发动机额外检查法案。该法案得到了乌克兰武装部队装备部长的批准。此后，鉴于这四台发动机的合同条款未得到适当履行，国防部军事部门宣布对利沃夫装甲厂处以500万格里夫纳的罚款。
2021年10月，SBU披露了一项购买装甲车用劣质履带的案件。在搜查过程中，发现了足以确认非法活动的文件和一批劣质装甲车备件。据军事专家初步评估，这些备件不符合招标采购规定的要求。

## 管理层
2018年9月13日，自2001年起在该厂工作并从首席机械师晋升为总工程师（代理厂长）的维克托·安德罗舒克（羅馬化：Viktor Androshuk）被任命为利沃夫装甲厂厂长。维克托·安德罗舒克过去是一名军人—一名坦克驾驶员。